# Ster voor Belangrijke Diensten op 11 September
Op 11 september 1973 werd de regering van de Chileense president Salvador Allende ten val gebracht door eenheden van leger, marine en luchtmacht. Ook de paramilitaire politie keerde zich tegen de gekozen president. De junta onder Generaal Augusto Pinochet stichtte een bronzen onderscheiding, de Ster voor Belangrijke Diensten op 11 September, in het Spaans "Condecoración ‘Servicios Distinguidos 11 de septiembre’ "geheten.
De legeronderdelen kregen ieder een eigen kleur lint en op de verhoging in de vorm van een balkje werd met een, twee of drie sterren aangeduid wat de rang van de gedecoreerde militair was. Onderofficieren kregen een ster, officieren twee sterren en opperofficieren zoals generaals en admiraals drie sterren. Het leger kreeg een rood lint, de marine een donkerblauw lint en de luchtmacht, die die dag het Moneda Paleis in Santiago de Chili bombardeerde en beschoot, kreeg een lichtblauw lint. In alle gevallen met twee lichtgele verticale strepen door het midden van het lint. De paramilitaire politie (Carabineros) kreeg een ster aan een olijfgroen lint met twee lichtgele strepen.
Als verbinding tussen het lint en de bronzen vijfpuntige ster was een bronzen gesp aangebracht. Op het lint was een bronzen draaggesp bevestigd. De keerzijde van de ster en de gespen is vlak en niet gedecoreerd. Op het lint is een klein bronzen balkje met de datum "11 SEP. 1973" bevestigd.
De Chileense militairen waren trots op hun staatsgreep en stelden dat zij hun door stakingen, economische chaos en wetteloosheid getroffen land hadden gered. Generaal Pinochet heeft de ster niet gedragen.